# Neptis melior
Neptis melior är en fjärilsart som beskrevs av Hall 1930. Neptis melior ingår i släktet Neptis, och familjen praktfjärilar. Inga underarter finns listade i Catalogue of Life.